# Franz Joseph Koch

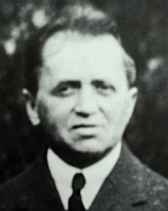
Franz Josef Koch

Franz Joseph Koch (* 22. März 1875 in Schmallenberg-Bracht; † 23. Oktober 1947 in Meschede-Berge) war ein deutscher Lehrer und Autor.

## Leben
Koch wurde am 22. März 1875 in Bracht geboren. Nach dem Besuch der Volksschule besucht er ein Lehrerseminar in Büren. Ab 1895 unterrichtet er an mehreren Schulen, bevor er 1910 Rektor an einer Schule in Essen wurde. In seiner aktiven Zeit war er auch Mitbegründer der Essener Volkshochschule. Ferner studierte und arbeitete er an den Universitäten in Köln und Bonn sowie an der medizinischen Akademie in Düsseldorf.
1918 ehelichte er Maria Doll. Die Schriftstellerin Maria Koch-Doll verstarb im Jahr 1929. Vier Jahre später heiratete er die Kunstpädagogin Emilie Klingenburg. Koch veröffentlichte zahlreiche Bücher, auch Kinderbücher zusammen mit seiner Frau Emilie Koch-Klingenburg. Seine Lieder und Gedichte wurden von Johannes Hatzfeld und Heinz Schüngeler vertont. Im Jahr 1913 veröffentlichte er einen Aufruf an die Sauerländer zur systematischen Sammlung von volkskundlichen Informationen.
Nach einem Schlaganfall beschäftigte sich Koch mit Gedächtnisübungen. Er entwickelte daraus die Koch’sche Fingerlesemethode, die er aus seinem Unterricht bei taubstummen Kindern entwickelte und in seine rhythmisch-musikalische Lesemethode einband. Bis zu seiner Pensionierung im Jahr 1943 wirkte Koch in Essen. Danach kehrte er ins Sauerland zurück. Franz Joseph Koch war ein Schwager der Lyrikerin Christine Koch. Er starb am 23. Oktober 1947 im sauerländischen Berge, wo er auch beigesetzt wurde.

## Auszeichnungen
- 1914: Preis im Lyrikwettbewerb „Kölner Blumenspiele“
- Eine Förderschule in Arnsberg wurde nach ihm benannt

## Schriften (Auswahl)
Kochs Lesefibeln wurden über eine Million Mal gedruckt.
- Der Pilzjäger. Fredebeul & Koenen, 1924
- Vogelsprache und Vogelleben. Fredebeul & Koenen, 1926
- Heilpflanzen. Fredebeul & Koenen, 1926
- Die beiden Radschläger. Fredebeul & Koenen, 1928
- Fredeburger Kinderlieder. Schwann, 1928
- Zwölf Glocken klingen. Verlag der kath. Schulorganisation, Deutschlands 1928
- Eia. Crüwell, 1931
- Fingerlesen – Lesen als Gebärdenspiel. 10. Auflage, Schwann, 1939